# رولینگ استون
رولینگ استون (به انگلیسی: Rolling Stone) مجله‌ای آمریکایی است که به موسیقی، سیاست و موضوعات عامه پسند می‌پردازد.